# مقرنس

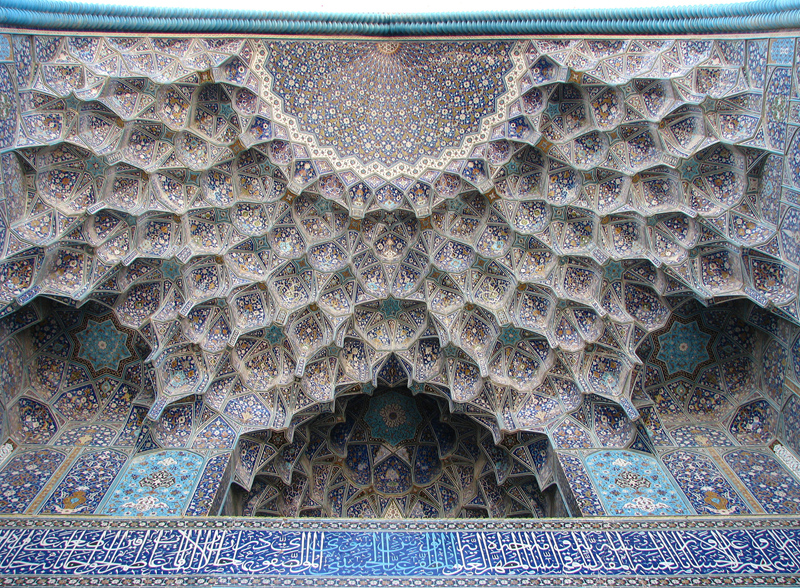
مقرنس سردر ورودی مسجد شاه اصفهان

نگاره‌ای از سقف مقرنس‌کاری شده از یکی از ایوان‌های حرم فاطمه معصومه واقع در صحن اتابکی.

مُقَرنَس یا آهوپای یکی از عناصر تزئینی معماری ایرانی است. مقرنس نوعی تزئین حجمی و تاقچه‌بندی آذینی است که در زیرگنبدها یا نیم‌گنبدهای روی ایوان‌ها و درگاه‌های ورودی، در زیر گلدسته‌های مناره‌ها، بالای ایوان مساجد، بالای محراب مساجد و دیگر ابنیه استفاده می‌شود. در ساخت مقرنس از آجر، گچ، کاشی، چوب یا فلز استفاده می‌شود که در هر رده از تاقچه‌ها از رده زیرین خود پیش می‌نشیند تا درگاه به هم آید. در طاقچه‌ها برجستگی‌ها و تورفتگی‌هایی همراه با نگاره‌های گوناگون درآورده می‌شود.
مقرنس یکی از عناصر تزیینی معماری است که در زیباسازی بناهای ایرانی به ویژه مساجد و آرامگاه‌ها نقش مهمی دارد. مقرنس‌ها به شکل طبقاتی که روی هم ساخته شده برای آرایش دادن بناها یا برای آنکه به تدریج از یک شکل هندسی به شکل هندسی دیگری تبدیل شود، به کار می‌روند. مقرنس‌ها را می‌توان ازجمله عناصر مؤثر در ساختن گنبدها دانست، که بعدها کاربرد اولیه را از دست داده و بیشتر برای تزیین به کار رفته‌است. مقرنس‌ها معمولاً در سطوح فرو رفتهٔ گوشه‌های زیر سقف کار می‌شوند اما محل قرارگیری این عنصر تزیینی می‌تواند در بالای دیوارها، سقفها گوشه‌ها سردرها و مانند آن‌ها باشد. برخی معماران مقرنس‌ها را در جبهه ساختمان‌ها نیز به کار برده‌اند و در ساختن آن مهارت را به حدی رسانده‌اند که نمی‌گذاردند موجب سنگینی ساختمان شود و بر اصل و پایه فشار آورد.
مقرنس نوعی تزئین است با فرورفتگی‌ها و برجستگی‌هایی از روی نظم و قاعده که در بعضی موارد به شکل استالاکتیت آویزان است و در حقیقت این نوع تزئین معماری نوعی تزئین حجم پردازی شده‌است. در واقع مقرنس نوعی تجسم سه‌بعدی و برجسته نقش‌های هندسی و گره‌چینی‌های معماری و هنر اسلامی است.
به‌کارگیری مقرنس به‌طور عمده در معماری اسلامی در ایران و کشورهای اسلامی و عربی رشد کرد.

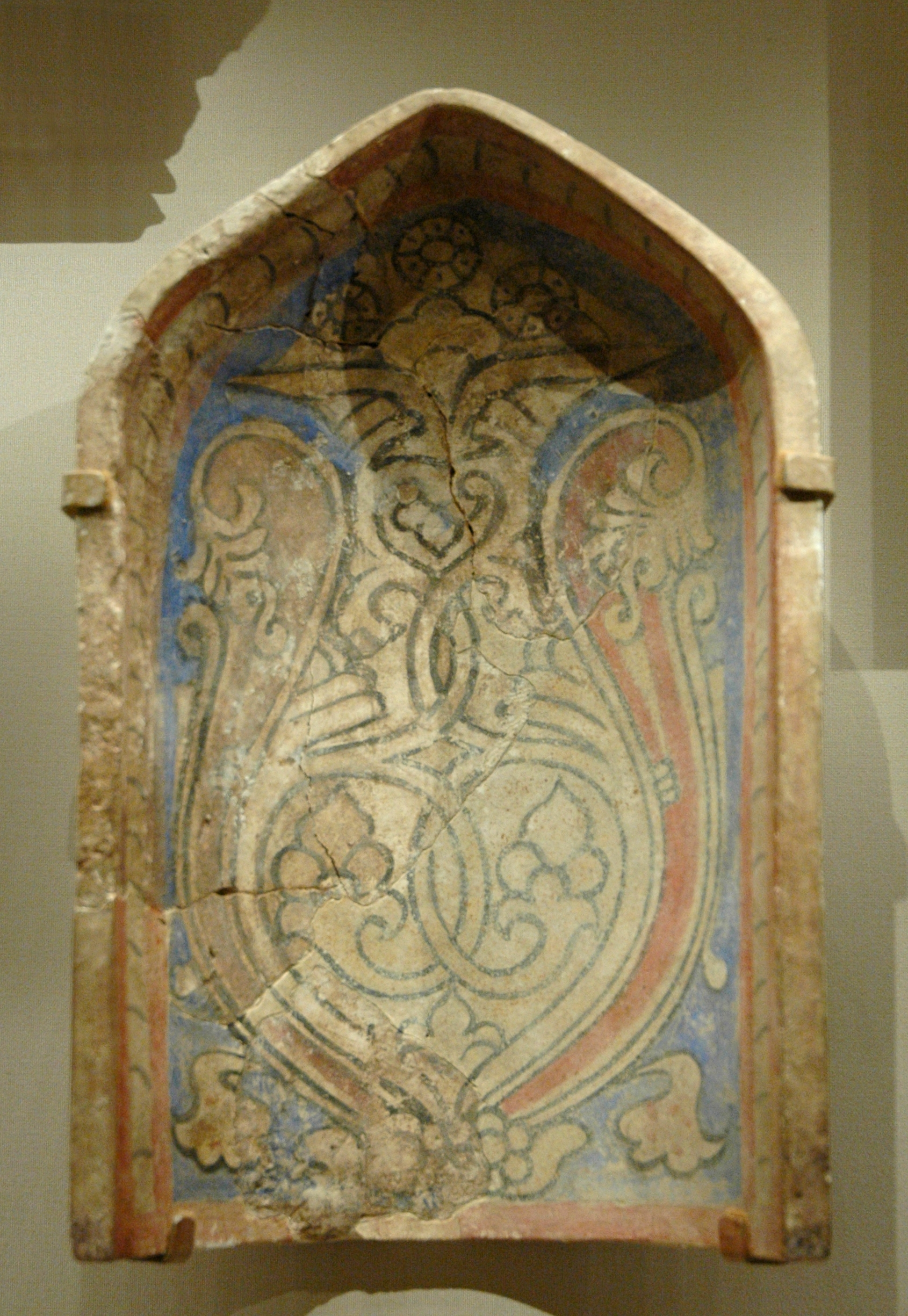
مقرنس در مسجدی در نیشابور (شهر کهن)

## واژه‌شناسی
در لغت‌نامه دهخدا با استناد به فرهنگ لغت‌های قدیمی توضیحات مختلفی دربارهٔ واژه مقرنس آمده: «در کنزاللغة عربی، بنایی که آن را، نقاشی کرده‌اند، بنائی که طاق و اطراف آن پایه و دارای اضلاع است و به ان به فارسی، آهو پای می‌گویند. مأخوذ از تازی، بنای بلند مدور و ایوان آراسته و تزئین شده با صورتها و نقوش که بر آن پایه و راه زینه روند، قسمتی از زینت که در اتاق‌ها و ایوانها به شکل‌های گوناگون گچبری کنند، گچبری‌های برجسته بر آستانه خانه چون پای آهو چیز رنگارنگ و نوعی کلاه» و همچنین برای اصطلاح مقرنس کاری آمده‌است «ایجاد گچ‌بری‌های برجسته و آویخته بر سقف خانه. آسمانهٔ خانه را با گچ‌بری‌هایی زینت دادن.»
در دائرةالمعارف مصاحب، ذیل «مقرنس» شرح داده: نوعی تزیینات بنّایی. نوعی تزیینات بنّایی برجسته که از مشخصات معماری اسلامی شمرده می‌شود و در تزیین قسمت فوقانی دیوارها یا برای مخفی کردن زاویه در انتقال از یک سطح به سطح مجاور آن به کار می‌رفته‌است. کلمهٔ «مقرنس» اسم مفعول «قرنیز» است که از کلمهٔ یونانی «کُرونیس» (κορωνίς) به معنی «خمیده» گرفته شده‌است. قدیمی‌ترین شکل مقرنس در بناهای ساسانی دیده می‌شود که برای پوشاندن فضاهای مکعبی شکل یا گنبد مدور در گوشه‌های آن با قوس‌هایی برآمدگی‌هایی می‌ساختند که وسط آن فرو می‌ماند و دیوارهای آن شکل مثلث کروی پیدا می‌کرد. با ساختن چند ردیف از این قوس‌ها روی یکدیگر، چهار دیوار رفته‌رفته به طرف مرکز فضا نزدیک می‌شد و در بالا صورت دایره پیدا می‌کرد، و بر آن گنبد کروی می‌ساختند. بعدها تعداد این فرو رفتگی‌ها را در مقصوره‌ها و محراب‌ها زیادتر کرده و اضافات آویختهٔ معماری بر آن‌ها افزودند. با پوشاندن فرورفتگی‌ها و برجستگی‌ها با کاشی‌های رنگین با تزیینات نقاشی و گچ‌بُری، آن را به‌صورتِ زیبایی درآوردند. مقصورهٔ مسجد جامع اصفهان از نمونه‌های قدیم و مقرنس‌کاری زیبای سَردَر مسجد شاه این شهر از نمونه‌های جدیدتر آن است.
فرهنگ سخن، ذیل «مقرنس» آورده‌است: نوعی گچ‌بُری در سقف اتاق‌ها و ایوان‌ها به‌صورتِ پله‌پله و به شکل آویزه‌های قندیل مانند. ویژگی سقف یا ایوانی که دارای چنین گچ‌بُری است.
فرهنگ معین، ذیل «مقرنس» آورده: آنچه به شکل نردبان و پله‌پله ساخته شده. بنای بلند مدوّر و ایوان آراسته و مزیّن با صورت‌ها و نقوش که بر آن با نردبان پایه روند. قسمی زینت که در اتاق‌ها و ایوان‌ها به شکل‌های گوناگون گچ‌بُری کنند. کنگره‌دار. قرنیزدار.
همچنین در شرح واژه مقرنس نکات توضیحی مختلفی آمده ازجمله: کلمه مقرنس با قر و قرناس و قرنیس و قرنیز خویشاوند است و می‌توانیم بگوئیم چیزی قرنیزدار شده‌است و این معنی با شکل عنصر تزئینی مورد نظر ما که از تعداد کم و بیش سطوح برآمده و فرورفته صورت می‌گیرد موافق است.
یا «کوه‌هایی که طبقه طبقه و زیر آن‌ها خالی شده و طبقات آن افقی باشد را مقرنس می‌نامند».
«مقرنس موتیف تزئینی است که فرم آن استالاکتیتها را به یاد می‌آورد Protencyd نام فرانسه استلاکتیت که آن را در شرق مقرنس می‌نامند و در غرب مکربس می‌نامند.»

## پیشینه
برای تولد و زایش این هنر تزئینی تاکنون زمان و مکان مشخصی تعیین نشده‌است.
با مشاهده شکل‌های طبیعی قندیل‌های یخی و آهکی درون غارها می‌توان تصور کرد که احتمال دارد هنرمندان نخستین این فن از همان قندیل‌ها برداشتی هنرمندانه کرده‌اند و عیناً آن را در سطوح داخلی و خارجی بناها با استفاده از آجر گچ یا سیمان به کار گرفته‌اند.
با بررسی آثار اولیه به جا مانده می‌شود دریافت که مقرنس از آغاز برای تبدیل پلان مربع به دایره استفاده می‌شده‌است. پس مقرنس در ابتدا نقشی کاربردی داشته نه تزئینی، البته با رگه‌هایی از گرایش به زیباسازی بنا، «در بسیاری از ساختمان‌های به یاد مانده مقرنس در خدمت تبدیل یک پلان مربع به یک گنبد به کار گرفته می‌شد.» گذشت زمان و بهره‌گیری از امکانات بهتر و پیشرفته‌تر در معماری، مقرنس را سرانجام به عنصری تزئینی مبدل ساخت.

### پیش از اسلام
مقرنس عنصر تزئینی است که حتی پیش از اسلام نیز بوده‌است اما نباید از نظر دور داشت که مقرنس پیش از اسلام با مقرنس پس از اسلام تفاوت‌های قابل توجه و آشکاری دارد. کاربرد مقرنس در پیش اسلام شامل ۲ دورهٔ عمده یعنی ۲۵۰ ق. م تا ۲۲۴ ب. م و از ۲۲۴ ب. م تا زمان ظهور اسلام دانسته‌اند. نمونه‌هایی نیز مربوط به ۵۵۰ ق. م در این زمینه یافته شده‌است.
در دوران هخامنشی هنر مقرنس تحولی چشم‌گیر و بارز یافت و ادامهٔ آن با طرح‌های ارزنده‌تری در دوران اشکانی ظاهر گشت تا جایی که می‌توان شاهد نقش آفرینی بیشتر مقرنس در این زمان بود.
از دوران هخامنشی به بعد مقرنس تحول و تغییر چشمگیرتری پیدا کرد که به عنوان نمونه می‌توان از آتشگاه پاسارگاد نام برد. این بنا مربوط به قرن ششم قبل از میلاد است. صرف نظر از برجستگی‌های عمودی در چهار گوشه بنا در انتهای دیوار مقرنسی مرکب از عناصر زیر به چشم می‌خورد.
اول: یک قرنیز ظریف بلافاصله پس از دیوار
دوم: یک ردیف جرزهای مستطیل شکل که در بالای قرنیز اول قرار گرفته و از پایین بریده و آویزان دیده می‌شود.
سوم: ردیفی از طاقچه‌های واقع در بین جرزها که در واقع واحدهای مقرنس هستند.
چهارم: قرنیز دیگری که در بالای مقرنس قرار دارد و در واقع باران‌گیر سه قسمت اول است.
که همین عناصر در کعبه زرتشت یا در آرامگاه داریوش در نقش رستم دیده می‌شود. در دوران اشکانی قرنیز و مقرنس با هم بکار رفته‌اند به عنوان مثال کاخ آشور در عراق یا کاخ هترا که از مقرنس‌های بریده‌بریده استفاده شده‌است. دوران ساسانی را هم می‌توان دورهٔ رواج و پیچیدگی بیشتر عنصر مقرنس در معماری قبل از اسلام دانست.
مقرنس را در ابتدا دارای نقشی تزئینی می‌دانستند که رد پای آن را می‌توان حتی تا پیش از دوران هخامنشی در ایران نیز دنبال کرد و اولین نمونه مشهور آن «دکان داوود» از زمان ماد است؛ و در سر پل ذهاب که نمای صخره‌ای آن دارای سه جلو آمدگی در روی هم و هرکدام محیط بر دیگریست و مانند یک قرنیز که مرکب است خود را نشان می‌دهد.

### ایران پس از اسلام
پس از ورود اسلام به ایران هنرهای ایرانی با حفظ پیشینهٔ تاریخی خود جنبه‌ای الهی یافتند. در این میان مقرنس همچون سایر آثار هنری شکل اصلی و آشنای خود را در دوران اسلام یافت.
گفتنی است که مقرنس را در چهار قرن صدر اسلام یعنی دوره آغازین به‌طور پراکنده می‌توان یافت به عنوان مثال آرامگاه شاه اسماعیل سامانی از سده سوم هجری قمری در بخارا که دارای قرنیز ساده در انتهای دیوارها در بالا و پایین آن یک ردیف طاقنما و مقرنس در گوشواره‌های زیرین گنبد آرامگاه است.
در سده‌های پنجم و ششم مقارن با حکومت غزنویان هنر علی العموم حالت تحول و تغییری شدید داشت. حتی گاه بازگشت به بعضی از خصوصیات هنر ساسانی نیز دیده می‌شد. در این هنگام به دلیل استفاده زیاد و رواج استفاده از گوشواره، زمینه مناسبی برای ایجاد و کاربرد مقرنس پدید آمده بود. ازجمله آثار معروف این دوره می‌توان به برج آجری امامزاده عبدالله اشاره کرد. مقرنس در این اثر تاریخی در قسمت پایه گنبد مخروطی به صورت کمربندی وجود دارد. سطح مقرنس نیز گچی است، گنبد علی نیز که در ابرقو است تماماً از سنگ است. همچنین برج طغرل نیز که مربوط به سده‌های ۵ و ۶ (۵۳۴ م) است در ۴ ردیف دارای مقرنس می‌باشد. گنبد معروف کبود در مراغه، اوایل سده شش در قسمت منشوری پایهٔ گنبد دارای دو دسته مقرنس و همچنین قسمت گنبد نظام‌الملک و تاج‌الملک مسجد جامع اصفهان و مسجد جامع اشترجان نیز از آثار مقرنس‌دار این دوره هستند.
پس از حملهٔ مغول و تمرکز آن‌ها در تبریز و سرازیر شدن ثروت خراسان بزرگ آن زمان به این شهر، قوم مغول دست به تجدید حیات معنوی زد و به تعقیب و تقلید سبک و سیاق هنری سلجوقیان پرداخت و طبعاً مقرنس هم به همین شیوه با تغییراتی که جهت‌گیری آن به سوی ظرافت بیشتر بود مورد استفاده قرار گرفت. در این دورهٔ تاریخی – هنری، انواع مقرنس به کار می‌رفت، از جمله مقرنس مسجد علیشاه تبریز و مناره‌های مسجد اشترجان. در همین ایام مقرنس لانه زنبوری به صورت نادری وجود دارد از جمله آرامگاه شیخ عبدالصمد در نطنز مربوط به سال ۷۰۷ ه‍.ق که تقریباً تمام سطح داخلی گنبد را پر کرده‌است و موارد دیگر چون مسجد جامع اردبیل یا آرامگاه شیخ یوسف سربستانی.
در دورهٔ تیموری سبک مغول همچنان دنبال شد و در بعضی موارد سطح زیر مقرنس وسیع و برای زینت سطوح مقرنس نصب شده بیشتر از کاشی و موزائیک استفاده شد. از بناهای معروف مقرنس‌دار این دوره آرامگاه امیر تیمور در سمرقند است که نورپردازی آن بر روی مقرنس‌های بنا متمرکز شده‌است. همچنین مسجد گوهرشاد در مشهد و مسجد کبود تبریز که گوشوار سردر داخلی بنای مقرنس‌دار است و اصل مقرنس‌ها آجری هستند و قطعات موزائیک و کاشی را به آن چسبانده‌اند قابل ذکرند.
در دورهٔ صفوی مقرنس کاملاً نقشی تزئینی داشت و همچون دوره قبل توسط کاشی و موزائیک مزین می‌گردید. آنچه در این دوران رواج پیدا کرد مقرنس استلاکتیتی (آویزان) بود. مقرنس در عهد صفوی در سرستون‌ها به‌کار برده می‌شد. عمق مقرنس‌ها نیز در این زمان بیشتر گردید. بیشتر بناهای این دوره از مقرنس بهره برده‌اند. از جمله می‌توان به امامزاده اسماعیل بالای در ورودی مسجد شاه (امام) اصفهان، مقرنس‌های باغ چهل ستون که به دوران هخامنشی شباهت دارند و مقرنس‌های کاخ عالی قاپو که مجموعه‌ای از نماهای قلبی شکل، لوزی‌های نامنظم و ستاره‌های چهارپر و مثلث‌های باریک است.
در دورهٔ زند نوآوری کاملاً از صحنهٔ هنر نا پدید شد و در سیر تکامل هنر وقفه‌ای ایجاد گردید. آنچه ما در این زمان شاهد آن هستیم تقلیدی از بناهای دوره صفوی و سبک صفوی است و مقرنس نیز به عنوان عضوی از اعضاء سازندهٔ معماری و هنر به همان سبک به زندگی خود ادامه داد. از بناهای معروف این دوره کاخ خورشید مربوط به دورهٔ افشاری و قسمت ستون دار تالار مسجد وکیل شیراز و بنای هفت تنان شیراز است.
در دوره قاجار همچنان که از آثار این دوره بر می‌آید تمامی مظاهر زندگی ایرانی با نوعی خاص از فرهنگ غرب آشنا می‌شود. در آن هنگام اگرچه که این آشنایی بدل به ذوب شدن در ان فرهنگ و از یاد بردن یا از دست دادن ریشه‌های بومی، ملی و دینی به‌طور کامل نشد، ولی این آشنایی منجر به‌آمیختگی این دو فرهنگ، یعنی فرهنگ ریشه‌دار و درخشان ایرانی با غرب گردید. در معماری این دوره به وضوح می‌توان ردپای آمیختگی هنر و فرهنگ ایران شرقی و غرب را یافت و تزئینات معماری همچون ادوار گذشته اما با رنگ و بویی جدید ادامه پیدا کرد. از جمله بناهای معروف این دوره که دارای تزئین مقرنس هستند می‌توان به مسجد سپهسالار تهران واقع در میدان بهارستان، همچنین تیمچهٔ امین الدوله کاشان که مقرنس‌های متعددی در آن به‌کار رفته‌است، اشاره کرد.
مهدی پنجه پور از استادان معاصر ایرانی است که علاوه بر آشنایی کامل با رموز معماری و کاشی کاری سنتی ایرانی به هنر گره چینی و کاربندی‌های ایرانی از جمله مقرنس نیز تسلط دارد. وی فرزند استاد علی پنجه پور است.

### سایر کشورهای اسلامی و عربی

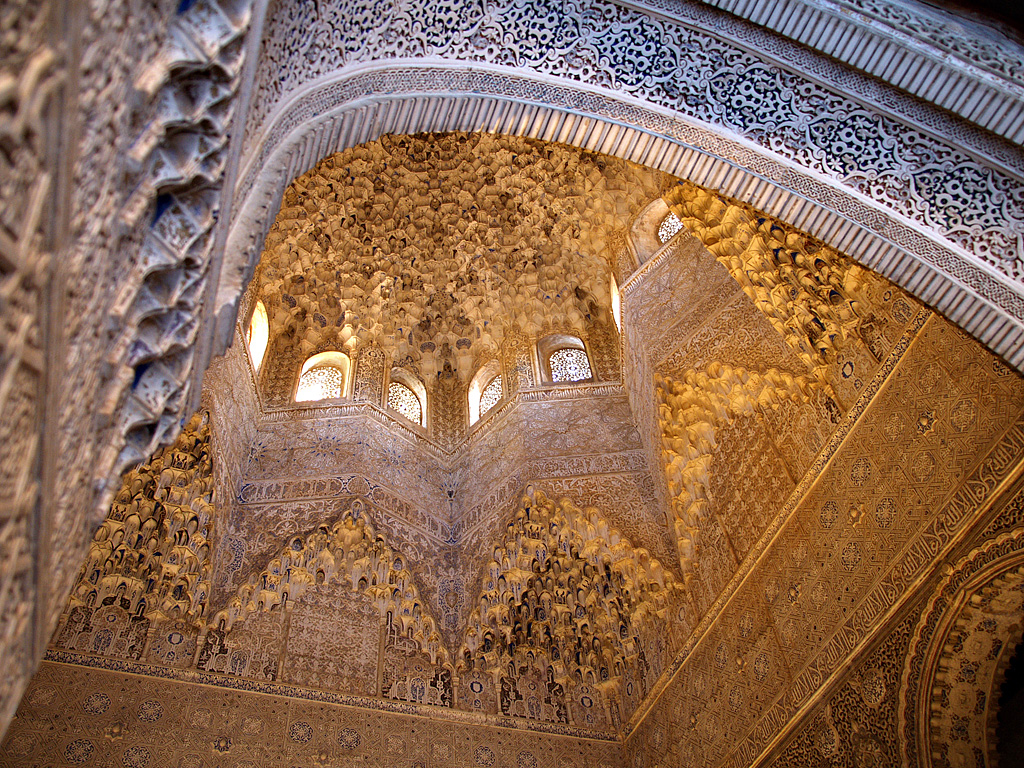
مقرنس در معماری اسلامی اندلس

معماران اسلامی در اندلس به مقرنس نقشی دیگر بخشیدند: «در معماری مغربی و اندلسی گنبدها، مبدل به صورتهایی از مجموعه‌هایی نظیر کندوهای عسل گشتند و تابع هندسه مربع و مستطیل شدند که بر گرداگرد یک دایره می‌چرخیدند». این مقرنس در ایران بسیار نادر و به مقرنس لانه زنبوری معروف است.
در سوریه و ترکیه کاربرد سنگ برای مقرنس بیش از سایر مصالح بود. در این کشورها به دکوراسیون سنگی، ساختی داده شد که با آنچه در ایران با سفال و گچ انجام می‌گرفت تفاوت داشت. به هر حال در سوریه دوران رواج مقرنس را می‌توان از سده‌های ۱۲ و ۱۳ میلادی دانست. در مصر و در آغاز مقرنس استلاکتیتی فقط در فاسادها گرفته می‌شد. در سال ۱۱۲۵ م سه کنج‌ها همراه با سایر عناصر تزئینی به کار گرفته شدند.
شکوفایی این هنر زیبا را در زیر بالکن انبارهای مدرسه ابن طولون می‌توان دید. از نمونه‌های دیگری از شکوفائی این هنر در مصر می‌توان به خانقاه سلطان بارس (۱۳۱۰ م) آرامگاه سنجر سالار (۱۳۰۴ م) اشاره کرد. ورودی با طاق‌های استلاکتیت نیز در مسجد قاهره پایه‌گذاری شد. از جمله مدرسه سلطان حسن در بسیاری از بناهای مقرنس در نماها و در قسمتهایی با اهمیتی ویژه به کار گرفته می‌شد.
در مساجد دوره سلجوقی، ترکیه و عثمانی، و قلعه‌های تابع آن که از سده ۱۳ آغاز می‌گردد این استالاکتیت‌ها در رواق‌ها و طاق‌ها و نه تنها در ساختمان‌های مذهبی که در سراها و زاویه‌ها نیز به کار گرفته می‌شدند. این نوع اثر در مسجد علاءالدین در نجد و مناره‌های مزدوج مدرسه ارزة الروم دیده می‌شود. همچنین در آق مدرسه ۱۴۰۹ م و مسجد سبز ۱۴۲۱ م. در بورسا رواق‌های مقرنس با چند استثناء جزو ویژگی‌های مساجد بزرگ عثمانی به حساب نمی‌آید. بر عکس استالاکتیت‌ها به صورت نواری در زیر بالکن منارها دیده می‌شود.
در معماری اندلسی و مغربی گنبدها مبدل به صورتی از مجموعه‌هایی نظیر کندوهای عسل، تابع هندسه مربع و مستطیل گشتند که بر گرداگرد یک دایره می‌چرخیدند.

## انواع مقرنس
مقرنس‌ها را از لحاظ شکل می‌توان به ۴ دسته تقسیم کرد:
1. مقرنس‌های جلو آمده: مقرنس‌هایی را می‌گویند که مصالح آن از خود بناست؛ و در نهایت سادگی و بدون هیچ پیرایه‌ای به صورت آجر یا گچی، انتهای سطوح خارجی نمای بیرون ساختمان را آرایش می‌دهند و استحکام آن‌ها زیاد است.
2. مقرنس‌های روی هم قرار گرفته: این مقرنس‌ها افزون بر مصالح به کار رفته اصلی بنا از مصالحی مانند گچ و آجر و سنگ که به بنا الحاق و اضافه شده ساخته می‌شوند و در سطوح داخل و خارج بنا به کار می‌روند. این مقرنس‌ها بیشتر در چند ردیف (دو تا پنج یا بیشتر) روی هم قرار دارند و دارای ثبات متوسطی هستند.
3. مقرنس‌های معلق: شبیه همان منشورهای آهکی آویزان در غارها یا استلاکتیت بوده و بیشتر از چسباندن مواد مختلف چون گچ، سفال، کاشی و مانند آن‌ها به سطوح مقعر داخل بنا شکل می‌گیرند. این نوع مقرنس آویزان به نظر می‌رسند و دارای ثبات کمی می‌باشند.

۴- مقرنسهای لانه زنبوری: چنان‌که از نام آن پیداست، شبیه لانه زنبور هستند و در مجموع مانند کندوهای کوچک بر روی هم قرار گرفته دیده می‌شوند. این دسته از مقرنس‌ها تاحدی شبیه به مقرنس‌های معلق هستند.

## اجزای مقرنس
مقرنس ترکیبی از اجزا کوچکی است که با نظم خاصی روی هم قرار می‌گیرند و به تدریج از دیوارهای پایه جلو آمده، بالا می‌روند و به رأس سقف که «شمسه» نامیده می‌شود ختم می‌گردند و به این ترتیب سقف مطبق و پر شکنج را پدیدمی‌آورند. مقرنس معمولاً در زیر نیم طاق ورودی‌ها و ایوان‌ها، در گوشواره گنبدها و کنج ایوان‌ها به کار می‌رود و در مواردی هم یک طاق کامل را می‌پوشاند. مقرنس در سر ستون‌ها، منارها، نمای بیرونی برج‌ها و تزیینات داخلی اتاق‌ها نیز دیده می‌شود.
مجموعه مقرنس هرچند در نگاه اول بسیار پیچیده جلوه می‌کند اما در واقع از ترکیب تعداد معدودی اجزا مشخص و شناخته شده پدید آمده‌است. «طاس»
یا «طاسه» و «شاپرک» با «پرکه» مهمترین اجزا مقرنس را تشکیل می‌دهند و از تکرار و روی هم نشستن آنهاست که این نوع کاربندی به وجود می‌آید. به علاوه، همچنان که گفتیم، مقرنس ممکن است جزئی به نام تخت نیز داشته باشد از میان اجزا طاس عنصر اصلی مقرنس است. طاس طاقنمای کوچکی است که قاعده ای چندضلعی دارد. این جز بین دو طبقه با دو «پا» ی مقرنس قرار می‌گیرد و دو یا چند خط از پای پایین را به یک نقطه در پای بالا پیوند می‌دهد.
شاپرک نقطه مقابل طاس است و به عکس آن، یک نقطه از پای پایین را به دو خط در پای بالا متصل می‌کند و در نتیجه حدفاصل طاس‌ها را پر می‌کند.

## نکات فنی و کاربردی
مقرنس‌ها به دو سبک اجرا می‌شوند در هر مقرنس از پایین به بالا عناصر ریزتر و کوچکتر می‌شوند. مقرنس در نقاط مختلفی در سرستون‌ها و گلوئی‌ها و کتیبه‌ها و چشمه‌طاق‌ها کار می‌شود.
نامگذاری مقرنس بر اساس محل ساخت آن است، مثل مقرنس چشمه‌طاق گلوئی، کتیبه و مقرنس سرستون. در مورد چشمه‌طاق چون در قوس‌ها و طاقی‌ها کار می‌شود، مقرنس قوس هم دارد بهر حال آنچه در همهٔ این انواع مشترک است، عناصر سازندهٔ آن است که بنا بر اصطلاح سنتی آلت می‌نامند که مهم‌ترین آن‌ها عبارت اند از:
شاپرک، طاس، تخته، شمسه عرقچین، شمسه تخته قطارتی، چهار لنگهٔ منتظم و…
آلات نامبرده جزء آلات مشترکند ولی بعضی از انواع وجود دارند که فقط با مصالح گچ یا آینه یا آجر به‌کار می‌روند و استفاده از آن‌ها با مصالح دیگر مجاز نیست. این آلات همگی هنگام کار روی یک نقشه پیاده گردند و مهم‌ترین و کاربردی‌ترین آن‌ها ترکیب طاسهٔ نیم شش (شش ضلعی) با دو شاپرک است.
برای مرحلهٔ ساخت باید ابتدا آن را در خارج بنا به صورت تخته تخته درست کرد تا هم در وقت و زمان اجرای کار صرفه‌جویی شود و هم خطر ریزش آن کمتر گردد، پس از نصب هر تخته و محکم نمودن آن‌ها با پشت کار تختهٔ دیگری نصب و برای تیغه ارتفاع بین دو تخته باید از تخته گچی نازک که قبلاً آماده می‌گردد استفاده کرد.
برای بستن تخته‌ها باید از طنابی محکم ولی نسبتاً نازک به‌نام طناب موئی که قلاب نامیده می‌شود استفاده کرد و پس از پوشیده شدن با گچ حکم ستون معلقی را برای جلوگیری از ریزش کار دارد و سپس کار اجرا می‌شود.